# Miri Yū
 (août 2008).
Si vous disposez d'ouvrages ou d'articles de référence ou si vous connaissez des sites web de qualité traitant du thème abordé ici, merci de compléter l'article en donnant les références utiles à sa vérifiabilité et en les liant à la section « Notes et références ».
Pour les articles homonymes, voir Yū.
Miri Yū (美里 柳, Yū Miri, en Hangul : 유미리, née le 22 juin 1968 dans la Préfecture d'Ibaraki) est une romancière japonaise, fille de parents d'origine coréenne émigrés au japon.

## Biographie
Née au Japon, dans la préfecture d'Ibaraki de parents coréens  (Zainichi), elle est issue d'un milieu modeste. Son père était réparateur de pachinko et sa mère hôtesse dans un bar. Sa jeunesse fut très difficile : ses parents se querellaient souvent en coréen (langue qu'elle ne comprend pas), et finiront par divorcer. Étant souvent victime de brimades à l'école (Ijime), et après plusieurs tentatives de suicide, elle se réfugie dans la littérature. Elle finit par quitter le lycée sans diplôme et joint une troupe de théâtre, les Tōkyō Kid Brothers (東京キッドブラザース, Tōkyō Kiddo Burazāsu) où elle trouve un sens à sa vie et une vocation : l'écriture pour exorciser ses démons. Avec son expérience d'actrice et d'assistante réalisatrice, elle fonde sa propre troupe, appelée Seishun Gogetsudō (青春五月堂) en 1986. Elle écrit plusieurs pièces de théâtre, et en publie une pour la première fois en 1991.
À partir du début des années 90, elle écrit principalement des romans, dont Family cinema (家族シネマ, Kazoku shinema, "Scène de famille") en 1997, lequel remporta le plus prestigieux prix littéraire du Japon : le Prix Akutagawa.
En 1999, elle devient enceinte d'un homme marié et se réfugie auprès d'un ancien amant atteint du cancer. Celui-ci s'occupe d'elle pendant sa grossesse et meurt peu après la naissance du bébé. Ces événements forment la base d'un cycle autobiographique encore inachevé, inauguré avec Inochi (命, vie).
Son premier roman, une œuvre à caractère biographique, Poissons nageant parmi les pierres (魚が見た夢, Sakana ga mita yume), publié en septembre 1994 dans la revue littéraire Shinchō, fut au centre d'un imbroglio juridique. Elle aurait basé certains de ses personnages sur des gens réels, dont celui de Rifa inspiré d'une de ses amies, tout en conservant les vrais noms : cela a bien sûr entraîné nombre de plaintes. La publication fut donc suspendue sur ordre du tribunal, ce qui souleva  dans la communauté littéraire japonaise un débat sur la liberté d'expression. Finalement une version révisée fut à nouveau publiée en 2002. C'est cette version qui est parue en France.
En 2014 elle publie 'JR Ueno-Eki Koen-Guchi', livre qui est ensuite traduit et publié en français en 2015, puis en anglais en 2019. Ce livre raconte la vie des travailleurs occasionnels japonais, dont certains sans domicile fixe et qui, à Tokyo, vivent parfois sous des tentes de fortune dans le grand Parc d'Ueno, adjacent à la Gare d'Ueno. En novembre 2020 elle est désignée avec sa traductrice américaine Morgan Giles comme une des récipiendaires du prix du National Book Award aux États-Unis pour la version anglaise de ce livre sous le titre 'Tokyo Ueno Station' (titré 'Sortie parc, gare d'Ueno' en français). Cette récompense entraine rapidement une forte hausse des ventes du livre dans les pays de langue anglaise,.
Yū Miri a vécu à Tōkyō avec son fils jusqu'en 2015, où elle était rédactrice en chef d'une revue littéraire « en-taxi ». Depuis 2015 elle vit à Minamisōma, Préfecture de Fukushima, sur la côte nord-est du Japon, proche de l'endroit de l' Accident nucléaire de Fukushima; elle y a ouvert une librairie et un atelier de théatre. Certaines de ses œuvres ont été adaptées au cinéma et à la télévision.

## Liste des œuvres traduites en français
- 1994 : Poissons nageant contre les pierres (石に泳ぐ魚), roman traduit par Sophie Refle, Actes Sud (collection "Lettres japonaises"), 2005.
- 1996 : Jeux de famille (フルハウス), suivi de Pousses de soja (もやし), deux nouvelles traduites par Anna Guérineau et Tadahiro Oku, Éditions Philippe Picquier, 1997 ; Picquier poche, 2001.
- 1997 : Le Berceau au bord de l'eau (水辺のゆりかご), récit traduit par Jean-Armand Campignon, Éditions Philippe Picquier, 2000.
- 1998 : Gold Rush (ゴールドラッシュ), roman traduit par Karine Chesneau, Éditions Philippe Picquier, 2001.
- 2014 : Sortie parc, gare d'Ueno (JR上野駅公園口), roman traduit par Sophie Refle, Actes Sud (collection "Lettres japonaises"), 2015.